# Ambrosio López
Ambrosio López Pinzón (Bogotá, 9 de diciembre de 1809-Ibídem, 19 de julio de 1897) fue un artesano, militar, activista político y comerciante colombiano. 
Era hijo del sastre del Virrey Amar y Borbón, lo que le permitió gozar de prestigio e influencia en la región. López se dedicó a los oficios heredados por sus padres, así como al comercio, mientras en épocas de turbulencia consiguió enrolarse en el Ejército, logrando relacionarse con personajes como Antonio Nariño y Francisco de Paula Santander.
La trayectoria de López se vio influenciada de gran manera por las diferentes actividades políticas que desarrolló, tanto en la Sociedad de Artesanos —a la que ayudó a fundar y de la que fue uno de sus directores— como en el apoyo a la candidatura presidencial del militar José Hilario López, por lo que estuvo vinculado a los inicios del Partido Liberal colombiano, ya que estuvo en contra de las medidas de libre comercio del gobierno de Tomás Cipriano de Mosquera, que perjudicaban directamente a sus intereses y a su gremio.

## Biografía

### Inicios
Ambrosio López nació el 9 de diciembre de 1809, en Santafé, Virreinato de Nueva Granada, en el seno de una familia de artesanos de la ciudad. López nació meses antes de que estallara el Grito de Independencia en la ciudad, el 20 de julio de 1810, con el famoso incidente conocido como "El florero de Llorente".
Se rodeó de pequeño de licor en el taller panadero de su madre, que trajo de su natal Vélez la tradición de la chicha y el pan, y cuando cumplió 8 años fue enviado a la escuela de Josefa Bueno, para los hijos de los artesanos de la ciudad. 
Por esa época su padre alcanzó amplia fama trabajando para los últimos dos virreyes de Nueva Granadaː Pedro Mendinueta y Antonio Amar y Borbón. Su padre, sin embargo, falleció cuando Ambrosio tenía 12 años, y el joven se vio obligado a abandonar sus estudios en la escuela y ponerse al servicio del artesano Francisco Posada, quien lo adoptó como su aprendiz.

## Trayectoria
En 1823, con apenas 14 años, y luego de que se distanciara de su madre porque ella se volvió a casar, se enlistó en el ejército de Antonio Nariño como músico en la brigada de artillería, pese a que inicialmente el militar se negó a reclutarlo. López estuvo bajo las órdenes de Nariño hasta que con 19 años se pudo retirar, gracias a las buenas relaciones que entabló con el general Francisco de Paula Santander, quien llegó a ser presidente de Colombia por esos días.
Ya retirado de la milicia, López abrió su tienda de panadería en el actual barrio Egipto, en Bogotá, lugar que se convirtió en sede de la información clave del país, ya que desde allí López se daba por enterado de los pormenores del poder, como el atentado contra Simón Bolívar (al que llegó a ser vinculado en un inicio), y la llegada a la presidencia de Joaquín Mosquera en 1830 -a quien López apoyaba-. Meses después López se enfrascó en la lucha contra el presidente Rafael Urdaneta, organizando una pequeña guerrilla cuya financiación lo llevó a la quiebra y lo obligó a retirarse de Bogotá, en busca de una nueva fuente de ingresos.
En 1833, López fue encarcelado por estar involucrado con dos socios comerciales de mala reputación, según sus propias palabras, siendo liberado dos semanas después, tras las cuales se reunió con Santander y el poeta Rufino Cuervo, quienes se convencieron de su inocencia , y le permitieron hacerse oficial de artillería. López alternó su labor como militar con negocios de destilería de licores, manufactura y comercio. En 1836 pudo hacerse a una panadería, gracias a un préstamo de un conocido suyo, con la cual pudo incrementar sus ingresos.
En 1840 se enlistó en las filas del gobierno de José Ignacio de Márquez durante la Guerra de los Supremos, y cuando terminó la guerra volvió a sus labores económicas. Sin embargo, por su lealtad al gobierno Márquez, éste y sus sucesores Pedro Alcántara Herrán (1841-1845) y su suegro Tomás Cipriano de Mosquera (1845-1849), le otorgaron a López varios cargos como el de juez, alcalde y capitán del ejército colombiano.

### Sociedad Democrática
Contexto histórico
Aunque la historiografía ha hecho énfasis en la influencia de estas sociedades durante las décadas de 1840 y 1850, los orígenes de las primeras sociedades de artesanos se remontan a la década de 1820, impulsadas por el entonces presidente Francisco de Paula Santander en su afán de crear una nueva base 
política. La manifestación de las sociedades de artesanos se dio pues en ciclos, siendo la de mediados del sligo XIX el más prolífico.
Este ciclo inició su período de auge a finales de la década del 30. En mayo de 1838 Ignacio Morales fundó en Bogotá la Sociedad Católica y posteriormente, el 10 de julio del mismo año, Lorenzo María Lleras y Juan Nepomuceno Vargas hicieron lo mismo con la Sociedad Democrática Republicana de Agricultores i Labradores Progresistas de la Provincia de Bogotá. En octubre de 1847 fue fundada la Sociedad de Artesanos, de carácter mutualista y pedagógico, que dos años más tarde se transformó en Democrática, y también la Sociedad de Bogotá. Se ha calculado que el número de asociados en su momento de más auge fue de alrededor de 4000 individuos, cuando la capital tenía un total de 25000 habitantes.
A mediados del siglo XIX el artesanado constituyó una categoría auto-identitaria que varios trabajadores se asignaban. En una perspectiva simple, los artesanos pueden considerarse como trabajadores manuales, pero sus intenciones de asociación y sus diferentes formas de sociabilidad hace considerar al artesanado como un actor político que durante el transcurso de gran parte de ese siglo ocupó un lugar importante en la arena política.
Respecto al lugar que se le asigna al artesanado son variadas las opiniones según la perspectiva. Podemos encontrar en la historiografía visiones que ubican al artesanado como una clase social o como los antecesores del movimiento proletario, por otra parte, se pueden ver opiniones que lo establecen como un movimiento de carácter plebeyo. Respecto a la primera posición, anteriormente mencionada, que trata de encontrar cierta experiencia de clase en los artesanos del siglo XIX se puede encontrar el trabajo realizado por el historiador estadounidense David Sowel. 
En el libro The Early Colombian Labor Movement: Artisans and Politics in Bogota, 1832-1919 Sowel intenta recrear en cierta medida el ejercicio realizado por E.P. Thompson sobre la clase obrera inglesa y señalar como el “ser artesano implicaba no sólo una identidad colectiva que emanaba de una función productiva compartida, sino también valores sociales comunes y una posición ante otros sectores sociales” condición que a juicio de Sowell es necesaria y suficiente para considerarla una clase. En contraste con la visión expuesta por Sowell puede verse la expuesta por Francisco Gutiérrez Sanín el cual compone a los artesanos como un movimiento plebeyo. 
Sociedad de Artesanos de Bogotá
José María Melo participó con Ambrosio López de la fundación de las Sociedad de Artesanos de Bogotá, organizada por los artesanos e intelectuales socialistas influenciados por Saint-Simon y Fourier, y apasionados lectores de la obra de Louis Blanc, La Organización del Trabajo y el recientemente publicado libro de Proudhon, ¿Qué es la Propiedad?. Los líderes de los artesanos habían participado de Sociedades Bíblicas creadas para leer la traducción al castellano de la Biblia.
Gobierno de Tomás Cipriano de Mosquera (1845-1849)
En septiembre de 1846 Tomás Cipriano de Mosquera dio el control económico de su administración a Florentino González, quien desde su posesión anunciaba cambios previstos en la nueva política gubernamental, líderes y representantes coincidían en cambios urgentes sobre el sistema tributario y nuevas estrategias que favorecieran ingresos nacionales aumentando las exportaciones, inversiones con capital extranjero y mejoras en la infraestructura que era la mayor preocupación. Sin embargo desestimaron posibles consecuencias sobre el mercado interno y efectos sobre la producción nacional de manufacturas.
Para 1847 Gónzalez bajó los precios de importación de productos en las aduanas esperando mejores resultados pero la producción nacional empezó a desmoronarse y los precios en vez de bajar subieron, esto ocasionó que los productores nacionales dieran sus protestas y demandas contra el gobierno de una manera fuerte. Las reformas propuestas por González dejaban al artesanado relegado a un papel retrogrado, en donde eran vistos como estorbos para la puesta en marcha de la “civilización” en el país. Las elites, al observar la reticencia de estos sectores que antes los apoyaban no dudaron en repudiar a sus protegidos, tildándolos de «brutos e incapaces de pensar».
Gobierno de José Hilario López (1949-1853)
En las elecciones presidenciales de 1849 y los artesanos apoyaron la candidatura del abolicionista de la esclavitud José Hilario López Valdés (quien no era pariente de Ambrosio López Pinzón), y según la versión de los conservadores, los artesanos amenazaron de muerte a los congresistas de la época si López Valdés no era elegido presidente, siendo uno de los congresistas que lo apoyó su rival conservador Mariano Ospina Rodríguez. Para entonces las elecciones eran indirectas, los ciudadanos varones elegían compromisarios. Aprovechando la división conservadora, López Valdés obtuvo la mayoría de votos y el pueblo de Bogotá se levantó en su apoyo para evitar que los ministeriales se unieran.
Para el 12 de junio de 1849 Melo se convirtió en Jefe del Cuerpo de Caballería de los Húsares de la Guarnición de Bogotá. En 1850 López expulsó del país a los jesuitas por su oposición activa a las reformas. Se aprobaron en 1850 dos leyes propuestas por su ministro de Hacienda, el joven periodista Manuel Murillo Toro, una de reforma agraria según la cual el cultivo debe ser la base de la propiedad de la tierra, y otra que limitó la tasa de interés para librar al pueblo de la usura; y el 21 de mayo de 1851 la ley de libertad de los esclavos.
López Pinzón empezó a desligarse del gobierno liberal ya que no fue tenido en cuenta para ningún cargo relevante en el gobierno, pese a que su apoyo fue vital para el triunfo de López Valdés; por lo que el artesano comenzó a mostrarse contrario con la situación política del país. Lo anterior él mismo lo expresó en su autobiografía al decirː
Para 1851 López Pinzón nos expresa un profundo descontento con la situación política del país, las reformas liberales de mitad de siglo que esperaba cambiaran la situación del artesanado no surtieron un efecto en la vida del mencionado grupo. La publicación de dos comunicados El desengaño, o confidencias de Ambrosio López y El triunfo sobre la serpiente roja, cuyo asunto es del dominio de la nación con una constatación hecha por Emérito Heredia titulado Contestación al cuaderno titulado: El desengaño ó Confidencias de Ambrosio López, etc nos habla de un momento álgido de disputa dentro de la Sociedad Democrática.

## Fallecimiento
López se alejó de la política y murió en su residencia de Bogotá, el 19 de julio de 1897, a los 88 años.

## Vida privada

### Semblanza
En primer lugar, podemos señalar una característica que pocas veces es mencionada al momento de tratar temas concernientes a las formas de organización política y al estudio de la política en general. Al leer con detenimiento las “confidencias” de López y prestando atención a las formas en como este se dirigía a sus colegas artesanos nos daremos cuenta que son numerosas las manifestaciones que apelan a los sentimientos y emociones. 
Pude leerse en las primeras líneas del texto escrito por el artesano como esta al presentar su obra se dirige tanto a los dirigentes como a sus compañeros de una forma particular, López escribe que: “Al presentar al público mis pensamientos no lo hago para que me oigan i atiendan los funcionarios del poder; porque estos ni oyen, ni ven, ni tienen corazón, ni me interesa su suerte”.
Por otra parte, al referirse a sus compatriotas Ambrosio López los califica como “amados i respetados compatriotas”. Son dos los calificativos que podemos resaltar en los anteriores fragmentos, (I) La carencia de corazón de los funcionarios del poder (II) El amor hacia los compatriotas. El afecto y los sentimientos de las personas entonces son vehículos que permiten cierta relación política, se puede decir que al no tener buen corazón los dirigentes no tienen prácticas políticas exaltables. Todo lo anterior nos permite sugerir la importancia que las emociones y sentimientos tiene en la arena política para mediados del siglo XIX. 
Por otra parte, en relación con la vida de Ambrosio López, se puede ver como el sentimiento es en ocasiones el que mueve las acciones de este, al contarnos como se enlista en el ejército a causa de que su madre contrae matrimonio con un inglés se nos constata como en muchas ocasiones la razón y los cálculos a fin no son los motivos del accionar el sentimiento en este caso de amargura frente a un matrimonio fue el causante de una decisión tan importante como lo era enlistarse en el ejército.

### Familia
Ambrosio era hijo de importantes artesanos criollos santafereños, quienes le legaron el arte de la sastrería. Sus padres eran Jerónimo López y su esposa Rosa Pinzón.  
Su padre, Jerónimo López fue un maestro artesano que trabajaba como sastre del Virrey de la Nueva Granada Antonio José Amar y Borbón, Jerónimo López partencia a una pequeña elite de sastres de la ciudad de Santafé que se diferenciaba de otros artesanos-sastres más pobres que residían en el barrio Las Nieves, como lo menciona López-Bejarano, se pueden encontrar “sastres pobres completamente integrados al modo de vida de la plebe urbana. En su calidad de maestro, Jerónimo López era poseedor de un taller donde trabajaban al menos dos oficiales de sastrería y otras cinco personas.
Lo anterior refleja las condiciones de los sastres de la época, que podían ganar anualmente más o menos lo mismo que un zapatero o un albañil”.
Su madre, Rosa Pinzón -por lo que cuenta el mismo Ambrosio en su autobiografía- nació en el pequeño pueblo santandereano de Vélez y trabajaba en la fabricación de chicha y pan. Aunque López en su autobiografía menciona que no provenía de una familia de gran hidalguía si sugería que sus antecesores no tenían ninguna mancha, en palabras de López, sus padresː

“no eran hidalgos de nacimiento ni de alta alcurnia, no tenían árbol jenealójico ni títulos de nobleza; pero si estoi seguro que tanto ellos como sus mayores, ni habían sido asesinos, ni ladrones ni han causado mal á la patria.”
Ambrosio López

La defensa que hace López de sus antecesores puede relacionarse con la gran valía que tenía la honra y la dignidad en la sociedad decimonónica de la Nueva Granada. Ejemplo de lo anterior es el estudio realizado por la historiadora Paola Ruiz sobre los juicios de imprenta llevados a cabo en contra del periódico El Alacrán.
Una de las capas de sentido que revela el estudio de los mencionados juicios de imprenta es la importancia que se le otorga a los asuntos concernientes a defender el buen nombre de la familia, de esta forma “los hombres estaban obligados a limpiar el nombre de su familia y disolver las dudas sobre su honradez en un escenario donde el honor estaba vinculado al estatus y la virtud”. La defensa entonces del padre y madre de López se inscribe en toda una tradición que da un valor importante a no solo el pasado de la familia sino también a la buena/honrada vida que los sujetos pudieron tener en a lo largo de su existencia.

### Matrimonio
López contrajo matrimonio con María Felisa Medina Morales, hija de Narciso Medina Ramírez y María del Campo Morales Hernández. Las relaciones personales, las redes clientelistas y de apoyo hacen que López obtenga cierto ascenso social en la sociedad neogranadina, así asegura “a sus descendientes una posición social firme hecha de fidelidades clientelares y de relaciones bien administradas...".

### Descendencia
Con María Felisa, Ambrosio tuvo cinco hijosː Ambrosio, Pedro Aquilino, Francisco, Rafaela y Mercedes López Medina. 
Su segundo hijo, Pedro Aquilino López llegó a ser la cabeza de la rama más famosa de la familia, de la cual descienden dos presidentes de Colombia. Pedro fue un exitoso empresario cafetero y banquero y llegó a ocupar varios cargos públicos relevantes en el país, además de que fundó el famoso Banco López, cuya sede también fue un referente para Bogotáː el edificio Pedro A. López.
Pedro A. (como se le conoce comúnmente) se casó primero con la distinguida dama Rosario Pumarejo, con quien tuvo 6 hijos, de quienes destacan Alfonso López Pumarejo, quien fue presidente de Colombia (1934-1938; 1942-1945) al igual que su hijo Alfonso López Michelsen (1974-1978); y Eduardo López Pumarejo, abuelo de la política Clara López Obregón.

## Obras
- El triunfo sobre la serpiente roja, cuyo asunto es del dominio de la nación (disponible en)
- El desengaño, o confidencias de Ambrosio López, Primer Director de la Sociedad de Artesanos de Bogotá, denominada hoy Sociedad Democrática (disponible en)
- Invitación a la fiesta de la Santísima Trinidad, que tendrá lugar en la iglesia de San Juan de Dios, el día 11 de junio del corriente año
- La patria de los ilustres Nariño i Bolívar : o sea Las confidencias de dos amigos con un consejo oportuno (disponible en)
- Cartas a la señorita Ana Patriota: la primera solicitándole algunos elementos como ayuda para una campaña, y la segunda agradeciéndole la ayuda y solicitándole otras cosas